# HMS Glamorgan (D19)
HMS Glamorgan (D19) fue un destructor de la clase County de la Marina Real británica de 5440 toneladas de desplazamiento. Fue construido por el astillero Vickers-Armstrongs en Newcastle Upon Tyne y nombrado en honor al condado galés Glamorgan. Entre 1986 y 1998, prestó servicio en la Armada de Chile como Almirante Latorre (DLG-14).

## Historia
Fue puesto en grada el 13 de septiembre de 1962, botado el 9 de julio de 1964, y asignado a la Marina Real el 13 de octubre de 1966.
El Glamorgan tenía una eslora de 158,9 m, una manga de 16,4 m y un calado de 6,2 m. Su desplazamiento estándar era de 6200 t, que alcanzaba las 6800 t a plena carga. Estaba propulsado por un sistema COSAG compuesto por dos turbinas de vapor con engranes, cuatro turbinas de gas y dos calderas. Este conjunto lograba mover al buque a velocidades de hasta 30 nudos.
El buque era una plataforma de misiles compuesta por cuatro lanzadores simples de misiles antibuque Exocet, un lanzador doble de misiles antiaéreos Sea Slug y dos lanzadores cuádruples de antiaéreos Sea Cat. Completaban el armamento, dos cañones de 115 mm de calibre y dos montajes simples de 20 mm. Entre 1971 y 1973, fue objeto de reformas técnicas, y su “B” turret fue reemplazada por cuatro lanzamisiles Exocet.
En 1982, el Glamorgan fue destinado a la guerra de las Malvinas cumpliendo misiones contra las fuerzas terrestres argentinas y protegiendo otros buques. Durante la batalla por Puerto Argentino, un lanzamisiles Exocet argentino hizo blanco en el Glamorgan en las afueras de Puerto Argentino/Stanley. Técnicos de la Armada Argentina habían logrado una adaptación exitosa en tierra de los lanzamisiles Exocet del destructor ARA Seguí. El impacto causó graves daños —incluyendo el incendio de un helicóptero Westland Wessex— y provocando el fallecimiento de 14 marinos. El daño pudo ser peor, si no hubiese sido por el rápido viraje a estribor ordenado desde el puente de mando al detectar al misil aproximándose. Fue reparada a fines de 1982. 
Su último servicio para la Marina Real fue en las costas del Líbano en 1984.
En 1986, fue vendido a la Armada de Chile, y renombrada como Almirante Latorre (DLG-14). Estuvo en servicio 12 años, antes de ser retirado a fines de 1998. El 11 de abril de 2005, se hundió mientras era remolcado camino del desguace.